# 愛乃まほろ
愛乃 まほろ（よしの まほろ、1994年11月30日 - ）は、日本のAV女優である。オーブエンターテイメント所属。

## 人物・来歴
2015年10月1日、「新人AVデビュー！ 低身長145cm隠れ巨乳Hカップ ボイン愛乃まほろボックス」でデビュー。

## 作品

### アダルトDVD
2015年
- 新人AVデビュー！ 低身長145cm隠れ巨乳Hカップ ボイン愛乃まほろボックス（10月1日、ABC / 妄想族）
- 地下ロリ巨乳お遊びオークション（10月23日、クリスタル映像）
- 最大Lカップ 初々しい面接パイズリ（11月1日、ABC / 妄想族） 共演: 甘良しずく、漣ゆめ、花蓮、松すみれ、松野朱里、二葉しずく、市來あやか、Conomi、七原あかり など
- 爆乳ハミ乳競泳水着 まほろ Gカップ（11月6日、クリスタル映像）
- マゾ巨乳めがね女子大生とパイパン中出し乱交（11月19日、OPPAI）
- 126個の爆乳がただ揺れてるだけの画（12月1日、ABC / 妄想族） 共演: 甘良しずく、敷根まほ、七原あかり、水咲あかね、松野朱里、希咲エマ、生成うい、北嶋あん、上原ひなの など
- 爆乳女子校生監禁拘束バス調教（12月4日、クリスタル映像）
- おっぱいが異常発達した姪っ子 数年ぶりに一緒にお風呂に入った姪っ子の巨乳っぷりが凄すぎて思わず勃起してしまった叔父（12月17日、グローリークエスト）

2016年
- 爆乳に挿入！ 激ピストン立ちパイズリ（1月1日、ABC / 妄想族） 共演: 甘良しずく、美月しのぶ、小泉麻由、吉永あかね、若槻みづな、七原あかり、北嶋あん、折原ほのか、二葉しずく など
- CRYSTAL THE BEST 8時間100選 2015 冬（1月8日、クリスタル映像） 共演: 夏希みなみ、並木杏梨、千乃あずみ、穂高ゆうき、二葉しずく、蓮実クレア、西川りおん、陽木かれん、藍原マリン など
- いいなりロリ巨乳女教師の絶頂懇願中出しSEX （1月8日、テクノブレイク）
- ボインボックス2015年 厳選31タイトルBEST 50発射（1月19日、ABC / 妄想族） 共演: ひなみるか、本間麗花、井上瞳、三好亜矢、折原ほのか、榎本祐希、七草ちとせ、二葉しずく、八束みこと、仲西なつき など
- マゾ乳 生中出し（1月25日、ゲインコーポレーション）
- 最大Kカップ 爆乳ちゃんの初々しいデビューセックス（2月1日、ABC / 妄想族） 共演: 美月優芽、佐藤愛、柚ノ木りん、桜咲舞花、荒木りな、ももい理乃、弓束ちはや、風音りん、入江愛美、吉永あかね など
- 新鮮巨乳女子校生 桃尻娘といいなり中出し性交（2月12日、メディアステーション）
- セルフおっぱい舐め（2月18日、グローリークエスト） 共演:  折原ほのか、七草ちとせ、篠田あゆみ、本田莉子、千乃あずみ、松坂美紀、西村ニーナ、三喜本のぞみ、澁谷果歩 など
- フェチに捧ぐ ゆっくりジックリめりこむ乳揉み 4時間 4（2月19日、ABC / 妄想族） 共演: JULIA、鮎川まどか、あきな、小出遥、野口まりや、塚田詩織、愛内ゆう、小衣くるみ、桜瀬ありな、入江愛美 など
- 神アングルで魅せる！ 爆乳揺れ揉みながらフェラ（3月1日、ABC / 妄想族） 共演: 七草ちとせ、西井優香、木咲美琴、大月まゆか、藤森亜紀、二葉しずく、甘良しずく、敷根まほ、七原あかり など
- Hcupのパンパンに張った若乳を持つムッチムチお姉ちゃんがSEXの練習相手に実弟を誘惑！エスカレートしすぎた姉は、毎日弟チ○ポと孕ませ近親相姦 2！（3月4日、DIY）
- オトナのカラダになった巨乳の妹が、目線とチラリズムで僕を誘惑し優しく中出し懇願（3月11日、V＆R PRODUCE）
- OPPAI 2015年1年分 全タイトルまるごと収録！！16時間（3月19日、OPPAI） 共演: JULIA、めぐり、佐山愛、Hitomi、桜ちなみ、すなお恵、潮絢那、河西希、篠原舞、美月アンジェリア
- 乳技を極めた爆乳美女達 パイズリ傑作選 50名（4月1日、ABC / 妄想族） 共演: 吉永あかね、入江愛美、弓束ちはや、高橋エミリー、岸杏南、沢城つぐみ、松野朱里、原千草、七原あかり、ななみるき など
- オッパイは舐め吸うタメだけに存在する 4時間 6（4月1日、ABC / 妄想族） 共演: 七草ちとせ、小衣くるみ、吉永あかね、風音りん、小南すず、二葉しずく、眞野さくら、木崎レナ、若槻みづな、一ノ瀬なつき など
- CRYSTAL THE BEST 8時間100選 2016 春（4月8日、クリスタル映像） 共演: 澁谷果歩、天音ありす、彩城ゆりな、七原あかり、西条沙羅、霧島さくら、成宮みこと、若槻みづな、西村ニーナ、立花みか など
- ノンストップでおっぱいが揺れまくる巨乳ならではのフェラチオ8時間BEST（4月19日、OPPAI） 共演: JULIA、Hitomi、沖田杏梨、佐山愛、愛実れい、月本るい、水野朝陽、吉永あかね、桜咲ひな、吉澤留美 など
- 身動きがとれない爆乳拘束イカセ！（4月19日、ABC / 妄想族） 共演: JULIA、倖田みらい、星野あや、本田ゆかり、紺野まこ、折原ほのか、二葉しずく、八束みこと、三好亜矢、仲西なつき など
- 乳を汚す征服感 パイ射の極み 55名（5月1日、ABC / 妄想族） 共演: 七草ちとせ、吉永あかね、井上瞳、本間麗花、若槻みづな、市來あやか、折原ほのか、小南すず、水樹まいか、末木ゆりは など
- 思わず●RECしたくなる着衣爆乳おっぱい まほろさん（5月7日、unfinished）
- 巨乳娘と毎日日替わりSEX豪華3ヶ月分91人8時間BEST（5月19日、OPPAI） 共演: JULIA、中村知恵、めぐり、Hitomi、さとう愛理、保坂えり、月本るい、水野朝陽、吉永あかね、桜咲ひな など
- TOMAHAWK 総集編 BEST 8時間（6月3日、クリスタル映像） 共演: 小早川怜子、澁谷果歩、南梨央奈、北川エリカ、香山美桜、舞咲みくに、若菜みなみ、牧瀬愛、芹沢つむぎ、加納綾子 など
- 拘束されて抵抗できない巨乳女が意思とは裏腹に本気イキ8時間（6月19日、OPPAI） 共演: JULIA、北川瞳、めぐり、星野来夢、尾上若葉、菅野みいな、響まゆ、白戸もも、Hitomi など
- 自我を忘れた巨乳女のガンガンケツ振り暴れおっぱい騎乗位8時間BEST（6月19日、OPPAI） 共演: JULIA、篠田あゆみ、吉川あいみ、笹倉杏、徳永亜美、折原ほのか、桜ちなみ、すなお恵、潮絢那、河西希 など
- 癒しの時 爆乳授乳手コキ4（6月19日、ABC / 妄想族） 共演: JULIA、漣ゆめ、瀬戸みずほ、小出遥、紺野まこ、折原ほのか、二葉しずく、井上瞳、本間麗花、ひなみるか など
- 【スマホ推奨】撮り下ろし とろけるような手コキでザーメン大噴射！（7月1日、縦動画プロジェクト） 共演: 大島美緒、甘良しずく、木崎レナ、なつめ愛莉、藤本紫媛、西条沙羅、神谷秋妃、菊地はな、長谷川モニカ
- 巨乳×巨尻 エロムチボディ8時間（7月8日、クリスタル映像） 共演: 霧島さくら、天音ありす、澁谷果歩、尾上若葉、西村ニーナ、吉永あかね、七草ちとせ、塚田詩織、甘良しずく など
- デカ尻ボインでムッチムチ♪（7月10日、MARRION）
- 家庭教師が巨乳受験生にした事の全記録 隠撮カメラFILE（8月18日、グローリークエスト）
- 抜群のアングルで魅せる 暴乳騎乗位（9月19日、ABC / 妄想族） 共演: 菊地はな、若槻みづな、霧島さくら、あかね杏珠、水野らん、小西みか、北嶋あん、国見みすず、小南すず
- 100人もの巨乳美女達にたっぷり孕ませ中出しSEX100通り（9月19日、OPPAI） 共演: 水野朝陽、笹倉杏、三上絵理香、水野らん、穂高ゆうき、里咲しおり、松本ほのか、篠田あゆみ、かのんこゆる、ステイシー など
- 応援フェラチオ（10月7日、OFFICE K’S） 共演: 美咲かんな、三井ほのか、保志美あすか、舞野いつき、神波多一花、佳苗るか
- 巨乳限定！！コスプレ8時間18人15選！！（10月21日、クリスタル映像） 共演: 吉永あかね、澁谷果歩、浜崎真緒、西条沙羅、折原ほのか、並木杏梨、水野朝陽、咲波そら、七咲あゆみ など
- パンスト地獄 2（10月21日、OFFICE K’S） 共演:  北川エリカ、真木今日子、美咲かんな、神波多一花、佳苗るか、斉藤みゆ、望月れな、紗藤まゆ、羽月都花沙 など
- 動く！足裏大図鑑（10月21日、OFFICE K’S） 共演: 紗藤まゆ、保志美あすか、羽月都花沙、三井ほのか、望月れな、月嶋あかり、美咲かんな
- 女子校生のおま●こ健康診断（10月21日、OFFICE K’S） 共演: 斉藤みゆ、羽月都花沙、望月れな、月嶋あかり、紗藤まゆ
- 授乳手コキ 美しい巨乳輪（11月1日、ABC / 妄想族） 共演: 折原ほのか、甘良しずく、ももい理乃、菊地はな、彩奈リナ、八束みこと、青山菜々、三好亜矢、ひなみるか
- ぷっくり乳輪爆乳プレイ集（11月1日、ABC / 妄想族） 共演: 荻野舞、七草ちとせ、霧生ゆきな、小南すず、折原ほのか、希咲エマ、水咲あかね、永瀬里美、ななみるき
- 有名AV女優在籍 あなたの車に出張ピンクサロン（11月4日、OFFICE K’S） 共演: なごみ、神波多一花、河音くるみ、宮崎あ、若槻みづな、水城えま
- オトナのカラダになった巨乳の妹が、目線とチラリズムで僕を誘惑し優しく中出し懇願BEST！ 4名5時間8発中出し！（11月11日、V＆R PRODUCE） 共演: 井上瞳、紺野まこ、星野ひびき
- センズリ.jp まほろ（12月6日、センズリ.jp）
- 刺激するほど恍惚するいやらしい 美しいピンク乳首厳選集（12月19日、ABC / 妄想族） 共演: 八束みこと、小野優葉、一ノ瀬なつき、鈴村いろは、荒木りな、本間麗花、菜月アンナ、二葉しずく、国見みすず

2018年
- セルフパイ舐め 3（4月1日、MARRION）他出演：澁谷果歩、桜ちなみ、小西みか、水澤りこ、木崎レナ、霧島さくら、笹倉杏、新月さなえ、優月まりな、若槻みづな